# Kanjuruhan-stadion
Het Kanjuruhan-stadion is een multifunctioneel (voetbal)stadion in Malang, Oost-Java, Indonesië. Het heeft een capaciteit van 38.000 toeschouwers. Het was de thuisbasis van voetbalclub Arema FC.
De bouw vond plaats tussen 1997 en 2004. De kosten bedroegen ongeveer 35 biljoen Indonesische roepia. De officiële opening was op 9 juni 2004. Op 2 oktober 2022 werd het stadion gesloten voor het tot het einde van het seizoen houden van wedstrijden door Arema FC en op 18 oktober dat jaar werd naar buiten gebracht dat het zou worden gesloopt.  

## Stadionramp 2022
Op 1 oktober 2022 ontstonden er na de wedstrijd tussen Arema FC en Persebaya Surabaya rellen. Toeschouwers bestormden na afloop van de wedstrijd uit onvrede het veld. De politie trachtte met traangras de menigte uit elkaar te drijven. Velen trachtten daarop het stadion te ontvluchtten. Bij die vluchtpoging werden veel supporters doodgedrukt. Volgens de Indonesische autoriteiten kwamen er 133 mensen om het leven en vielen er 581 gewonden. Onder de doden bevonden zich twee politieagenten. Vanwege de ramp werd besloten het stadion te slopen en een nieuwe te bouwen dat zou moeten voldoen aan alle FIFA-eisen.

## Afbeeldingen

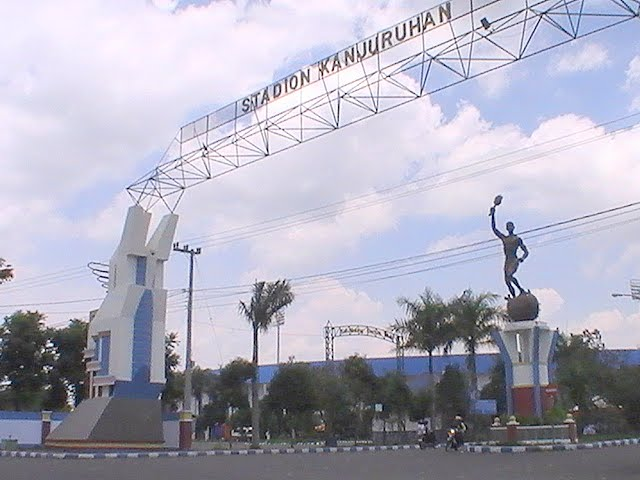
De ingang van het stadion.
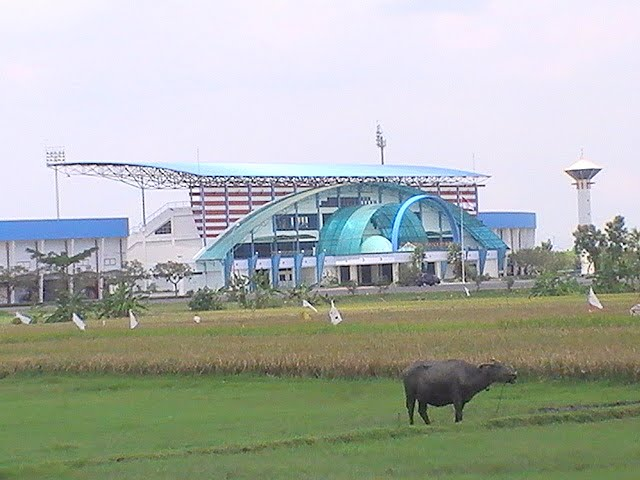
Zicht op het stadion van buiten.
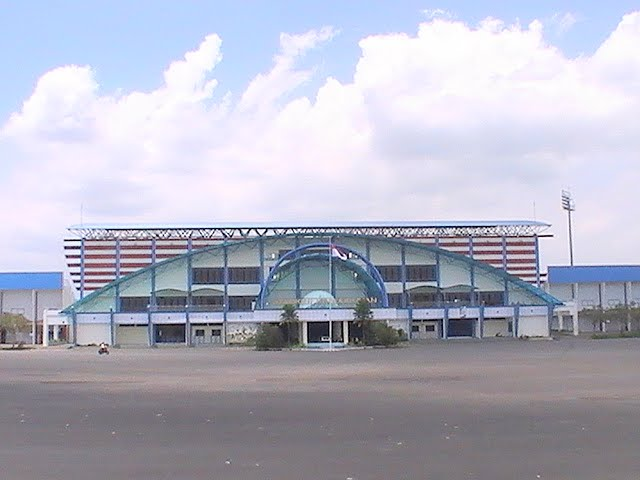
Het stadion van de buitenkant.
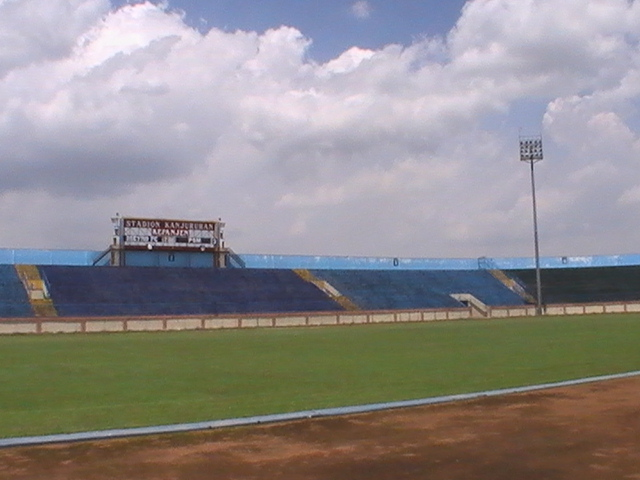
Het voetbalveld in het stadion.